# Jakob Blåbjerg
Jakob Blåbjerg (Aalborg, 11 gennaio 1995) è un ex calciatore danese, di ruolo difensore.

## Caratteristiche tecniche
Difensore centrale, può giocare anche come terzino sinistro.

## Palmarès

### Club

#### Competizioni nazionali
- Campionato danese: 1

Aalborg: 2013-2014
- Coppa di Danimarca: 1

Aalborg: 2013-2014